# San Pedro (Buenos Aires)
San Pedro – miasto w Argentynie w prowincji Buenos Aires.
W 2015 roku miasto liczyło 49,5 tys. mieszkańców.
Urodził się tu arcybiskup Buenos Aires José María Bottaro y Hers OFM.